# 메이지 철로

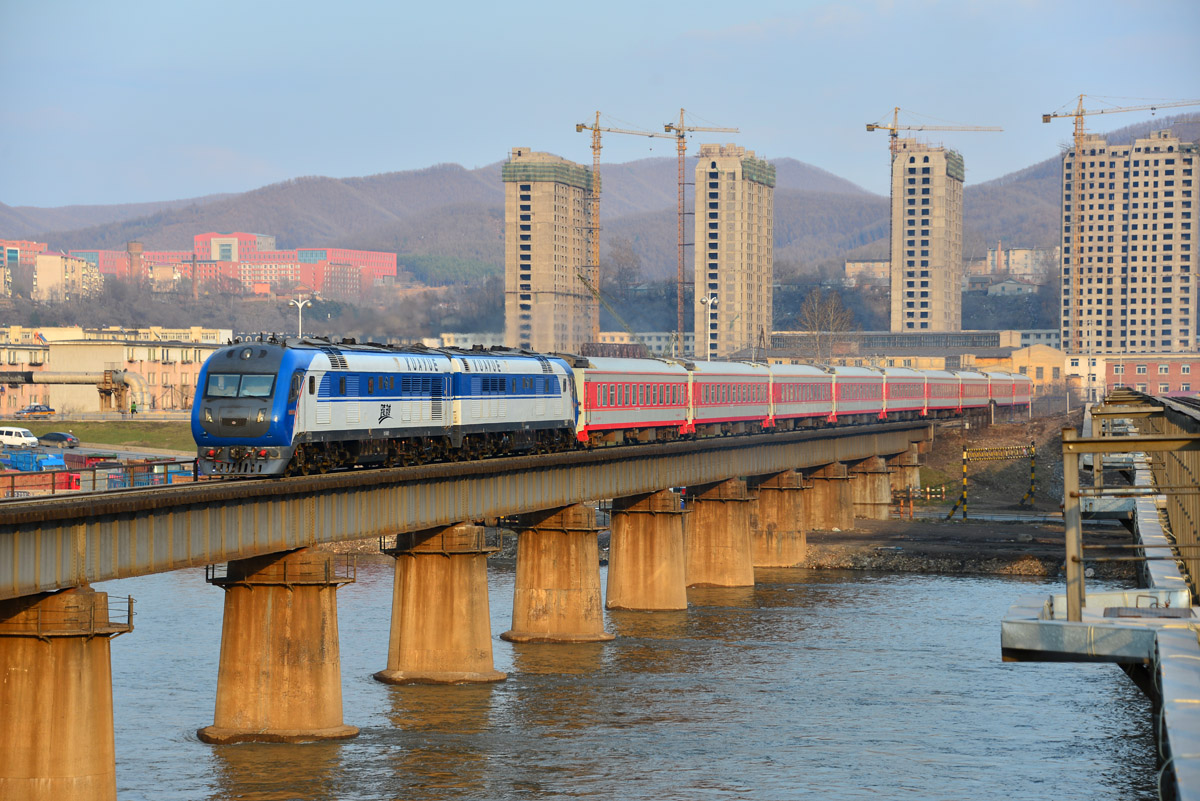

메이지 철로(중국어: 梅集鐵路)는 중화인민공화국의 철도 노선으로 지린성 퉁화시 메이허커우시에 있는 메이허커우역과 지안시에 있는 지안역을 잇는 철도 노선이다. 이 노선은 지안역부터는 조선민주주의인민공화국의 만포선 만포청년역과 연결된다. 메이허커우역에서도 여러 방향으로 선로가 갈라진다.

## 노선 정보
- 구간과 거리: 메이허커우~지안 245km
- 역 수(驛數): 25개(양단역 포함)
- 궤도 간격: 1435mm(표준궤)

## 역 목록
- 지안역
- 양차역
- 황바이역
- 궈쑹역
- 톄창역
- 야위안역
- 수이둥역
- 둥퉁화역
- 퉁화역
- 얼미허역
- 간거우역
- 퉁거우역
- 퉈야오링역
- 정자푸역
- 류허역
- 셰자역
- 장자역
- 메이허커우역

## 연혁
- 1936년 2월: 메이허커우(梅河口)~지안(輯安) 구간 착공.
- 1938년 5월: 전구간이 완공, 개통.
- 1939년 10월 1일: 압록강 위에 만포철교가 완성되어 만포선과 연결됨.(만포선 문서 참조)
- 1965년: 지안 현이 輯安에서 集安으로 개칭됨에 따라 메이지 철로(梅集鐵路)로 개칭됨.(지안 시 문서 참조)

## 같이 보기
- 남만주철도(일본어 문서)